# クリスチナ・シュミグン＝バヒ
クリスチナ・シュミグン＝バヒ（Kristina Šmigun-Vähi、1977年2月23日 - ）は、エストニア、タルトゥ出身のクロスカントリースキー選手。1994年から2010年に国際大会で活躍した。

## プロフィール
オリンピッククロスカントリースキー元代表のカトリン・シュミグンは妹、アイバール・レーマーは従弟に当たる。
1994年のジュニア世界選手権に出場、5km17位、15km10位となり、続いてリレハンメルオリンピック代表に16歳で抜擢された。15km28位、5km30位、パシュート27位、リレー12位の成績を残した。
クロスカントリースキー・ワールドカップへのデビューは1994年11月27日の5km（スウェーデン、キルナ）で、25位だった。
1995年のジュニア世界選手権では5kmと15kmでともに銀メダルを獲得、1995年ノルディックスキー世界選手権では5kmで5位入賞、パシュートで20位となった。
1996年ジュニア選手権では銀メダル2個、1997年ジュニア選手権では金メダル2個を獲得、1997年ノルディックスキー世界選手権では5km15位、15km8位、パシュート9位となった。
1998年長野オリンピックでは30kmで46位に終わったが、1999年ノルディックスキー世界選手権では15kmげ銀メダル、30kmで銅メダル、パシュート6位、5km9位と活躍、1998-1999シーズンのワールドカップでは初勝利をあげるなど総合4位に食い込んだ。
1999-2000シーズンはワールドカップ4勝で自己最高の総合2位、しかし翌2001年の世界選手権では10km12位、スプリント19位、15km41位に終わる。
2001-2002シーズンのシーズン初め、ドーピング疑惑に直面した。これは検体を男性の基準に当てはめていたために陽性とされたが女性の基準に当てはめると陰性に判定されるものであった。
2002年ソルトレイクシティオリンピックでは15kmto30kmの7位が最高、パシュート13位、スプリント25位、10kmは棄権だった。
2003年ノルディックスキー世界選手権ではパシュートで金メダル、10kmと15kmで銀メダル、30kmで銅メダルと計4個のメダルを獲得、ワールドカップ総合自己最高タイの2位と活躍した。
2006年トリノオリンピックではパシュート、10kmで金メダルを獲得、エストニアに女子クロスカントリー史上初のオリンピックメダルをもたらした。
2007年ノルディックスキー世界選手権では30kmで6位に入賞、10km9位、パシュート10位、リレー15位となった。
2007年7月7日に長年彼女のマネージャーを務めてきたKristjan-Thor Vähiと結婚、更に妊娠して2008年6月に長女を出産した。
2009-2010シーズンを前にオリンピックを視野に入れて現役に復帰、
バンクーバーオリンピックの10kmで銀メダルを獲得した。
シーズン終了後の2010年7月2日に現役引退を発表した。
エストニアスポーツウーマンオブザイヤーを8度（1997、1999、2000、2002–2004、2006、2010）も受賞している。